# Hipposideros dyacorum
Hipposideros dyacorum — є одним з видів кажанів родини Hipposideridae.

## Поширення
Країни поширення: Бруней-Даруссалам, Індонезія (Калімантан), Малайзія (Сабах, Саравак). Цей вид був записаний у низинних тропічних лісах. Лаштує сідала в вапнякових печерах, під камінням і в дуплах дерев.

## Загрози та охорона
Вирубка лісів в результаті рубок, розширення сільського господарства, насадження плантацій, пожежі, а також видобуток вапняків становлять загрозу для цього виду. Цей вид зустрічається в охоронних районах.